# Хоболяни
Хоболяни — західнослов'янське плем'я, входило в союз лужичан. Жили хоболяни на річці Гавелі, притоці Лаби. Столицею було місто Хоболін, тепер це німецьке місто Гафельберг. Сусідами їх були племена гавеляни і стодоряни. У 948 р. імператор Оттон I Великий захопив землі хоболян і створив єпископство в Хоболіні та Браніборі. В 983 році хоболяни повстали проти саксів і вигнали їх зі своїх земель. В 1134 році плем'я хоболяни захопив Альбрехт Ведмідь. Землі хоболян були загарбані саксами, а плем'я було онімечено.